# Kaverna

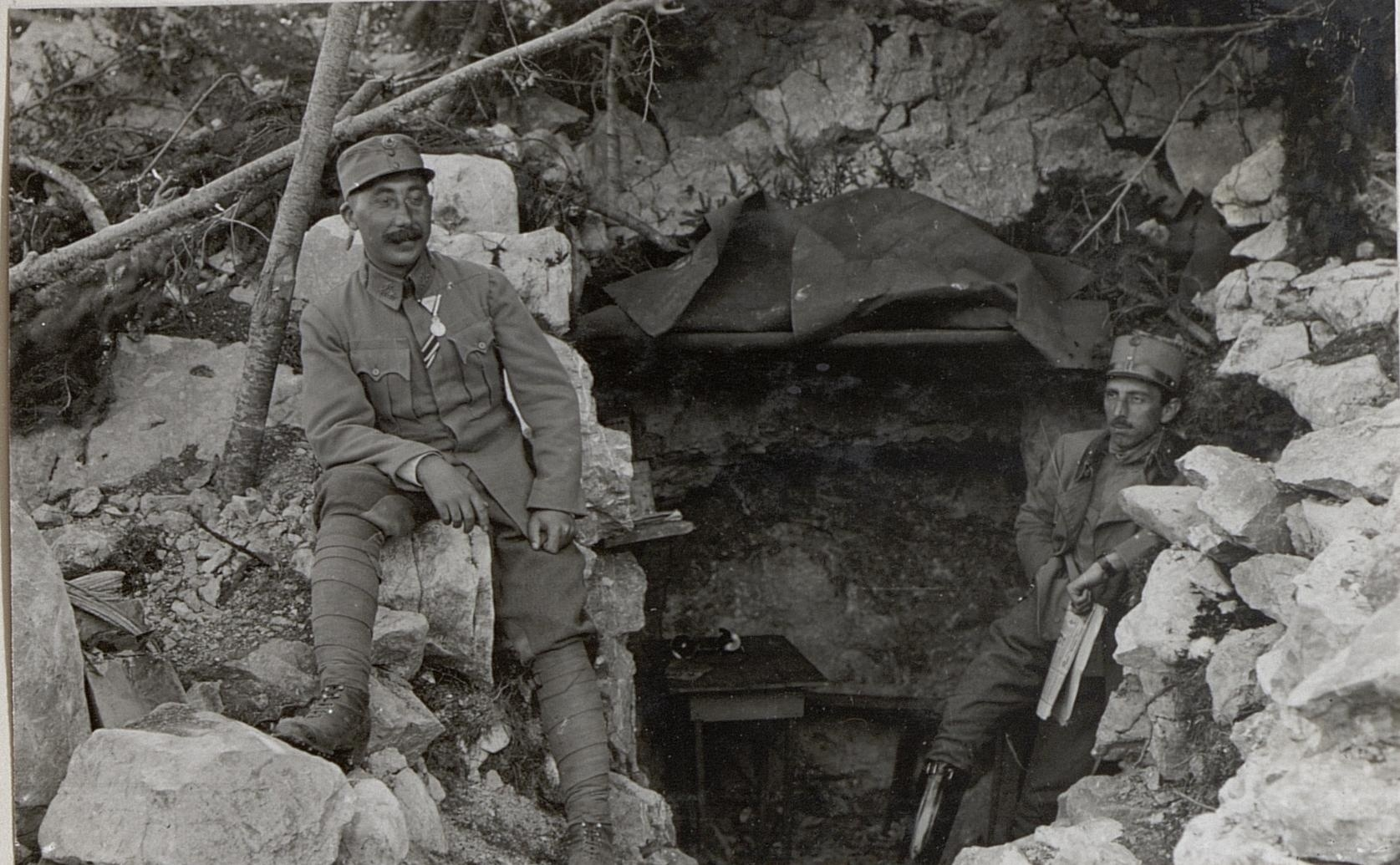
Kaverna a Banjšice-fennsíkon 1917-ben.

A kaverna üreg, barlang, akár az emberi szervezetben, akár a föld, vagy sziklák alatt.
Az orvosi nyelvben a baktériumfertőzés következtében elhalt üreget nevezik így a tüdőben, hörgőkben, vesében.
Barlang értelemben a köznapi nyelvben ritkán használják a kaverna szót, de elterjedten használt a katonai nyelvben, amelyben gyakran mesterségesen a sziklába vájt üreget jelent. Az első világháború idején ez volt a neve azoknak a mesterséges barlangoknak, amely a hegyi harcban a frontvonalban menedéket, pihenő és raktározóhelyet biztosított a tüzelésnek kitett lövészárkokkal szemben.